# 安东尼奥·加西亚-贝利多
安东尼奥·加西亚-贝利多（西班牙語：Antonio García-Bellido，1936年4月30日—），西班牙生物学家。他在发育生物学界极具影响力。

## 荣誉
- 1984年：阿斯图里亚斯亲王奖[2]
- 1986年：英国皇家学会外籍院士[6]
- 1987年：美国国家科学院外籍院士[7]
- 1988年：欧洲科学院院士[8]